# 神との対話
『神との対話』（かみとのたいわ、英：Conversations with God ）は、アメリカ人ニール・ドナルド・ウォルシュ(Neale Donald Walsh)による1995年の英語の書籍、それに始まるシリーズである。宗教的ノンフィクションとされる。

## 概要
本書は、ウォルシュが神に発した問いと、ウォルシュが神からのインスピレーションで得たとされる回答という、神との対話の形式で書かれている。
原著は英語で、1995年にアメリカのHampton Roadsという小さな出版社から出版された。大手出版社のG．P Putnam’s Sons が版権を取得して翌年改めて出版しベストセラーになり、日本を含めて世界の20か国で翻訳・出版された。
日本語訳は吉田利子、サンマーク出版から、第1部が1997年に、第2部が1998年、第3部が1999年に発刊された。
第１部は主に個人的レベルの疑問を中心とした内容。第２部は主に地球的(世界的)レベルの疑問を中心とした内容。第３部は主に宇宙的レベルの疑問を中心とした内容であり、本書で「HEB」と呼ぶ「高度に進化した存在」について明しつつ人間の目指すべき「在り方」を教唆する内容となっている。
その後多くのシリーズ本が上梓されたが、2018年に「BOOK」の名を冠した「完結編」が発刊され、今後「HEB」と人類との交流がより現実のものになると強く示唆する内容が記載されている。邦訳の出ていないシリーズ本がいくつか存在する。
宗教学者のファビオ・ランベッリは、本書について、読者を宇宙的な広がりを持つ聖なる物語の主人公にし、そして読者自身の人生そのものを聖なる物語に引き換えるための道具や資料にするという機能によって世界的なベストセラーになりえたと考えられる、と述べている。

## 背景
ウォルシュはカトリックの家に生まれ、「神を恐れるべきだ」と考えて育った。14歳の頃は聖職者を目指していたが、父の反対で断念。20歳の頃には人間の本質は悪だというカトリックの原罪の観念に納得できないものを感じるようになり、神に背を向けるようになる。30代の後半にエリザベス・キューブラー＝ロスのスタッフとして働き、彼女の「無条件の愛である神、決して批判せず、ありのままを受け入れる神」という考えに感銘を受け、再び神との関係を模索するようになる。
ウォルシュには、苦しみや悩みがあると、送るあてのない手紙にそれを書くという習慣があった。ホームレス生活、離婚を経験し、人間関係や仕事もうまくいかず、1992年の春、行き詰まった人生に憤怒し、テーブルに置いてあったノートに怒りや失望の思いを書きなぐった。書き終えてしばらくすると、自分のペンを持つ手が何者かの力に拘束され、神の言葉が自動的にノートに書き始められたように感じられた。それは「まるで口述筆記をしているようだった」とウォルシュは述べている。『神との対話』はこのようにして始まり、3年続いた。対話は1992年のウォルシュの誕生日の生誕した時間(出産時間)より始まり、対話が本として出版されるだろうと啓示をうけた。

## 思想
神のメッセージとされる思想の中核は、以下の通りである。ウォルシュがまとめた25のコアメッセージから1部を紹介する。
- We are all One.（私たちは一つである）
- There’s enough.（十分である）
- There’s nothing you have to do.（あなたがしなければならないことは何もない）
- God talks to everyone, all the time.（神は万人に常に語りかけている）
- There is no such thing as Right and Wrong.（正しいものも悪いものも存在しない）
- In the spiritual sense, there are no victims and no villains in the world.（霊的な意味では、この世界に犠牲者も悪人も存在しない）
- No one does anything inappropriate, given their model of the world.（世界の原型を考えると、不適切な存在はいない）
- There is no such place as hell, and eternal damnation does not exist.（地獄のような場所はなく、永遠の地獄行きは存在しない）
- Death does not exist.（死は存在しない）
- There is no such thing as Space and Time; there is only Here and Now.（空間と時間は存在せず、あるのはただ今とここだけである）
- Love is all there is.（愛が存在する全てである）
- You are the creator of your own reality.（あなたはあなた自身の現実の創造者である）
- The purpose of your life is to re-create yourself anew.（あなたの人生の目的はあなた自身を新しく再創造することである）
- There is no such thing as Absolute Truth. All truth is subjective.（絶対の真実はなく、全ての真実は主観的なものである）
- The human race lives within a precise set of illusions.（人間という種はまさに幻想の中に置かれている）
- You think you are being terrorized by other people, but in truth you are being terrorized by your beliefs.（あなたは他者に脅かされていると考えるが、本当のところ、あなた自身の信念に脅かされている）
- Let there be a New Gospel for all the people of Earth: “We are all one. Ours is not a better way, ours is merely another way.”（地球に住むすべての人々に新しい福音をもたらそう：「私たちは一つである。私たちとは、より良い道ではなく、単に別の道に過ぎない」）[5]

## シリーズ
- Conversations with God: An Uncommon Dialogue (Book 1) (1995) ISBN 978-0-39914-278-9（邦題：神との対話 宇宙をみつける自分をみつける、1997年、サンマーク出版、吉田利子 訳）
- Conversations with God: An Uncommon Dialogue (Book 2) (1997) ISBN 978-1-57174-056-4（邦題：神との対話 2 宇宙を生きる 自分を生きる、1998年、サンマーク出版、吉田利子 訳）
- Conversations with God: An Uncommon Dialogue (Book 3) (1998) ISBN 978-1-57174-103-5（邦題：神との対話 3 宇宙になる自分になる、1999年、サンマーク出版、吉田利子 訳）
- Friendship with God: An Uncommon Dialogue (1999) ISBN 978-0-39914-541-4（邦題:神との友情〈上〉道が見える旅が始まる、2000年、サンマーク出版。神との友情〈下〉旅は続く光が見える、2000年、サンマーク出版、吉田利子 訳）
- Communion With God: An Uncommon Dialogue (2000) ISBN 978-0-39914-670-1（邦題：神とひとつになること、2001年、サンマーク出版、吉田利子 訳）
- Conversations with God for Teens (2001) Template:ISBN 978-157174-263-6（邦題：10代のための「神との対話」 、2009年、 PHP研究所、Nana & Joe 訳）
- The New Revelations: A Conversation with God (2002) ISBN 978-0-7434-6303-4（邦題：新しき啓示、2003年、サンマーク出版、吉田利子 訳）
- Tomorrow's God: Our Greatest Spiritual Challenge (2004) ISBN 978-0-74346-304-1（邦題：明日の神、2006年、サンマーク出版、吉田利子 訳）
- Home with God: In a Life That Never Ends (2006) ISBN 978-0-74326-716-8（邦題：神へ帰る、2007年、サンマーク出版、吉田利子 訳）
- Conversations with God: Awaken the Species (Book 4) (2017) ISBN 978-1-93790-749-5（邦題：神との対話 完結編、2018年、サンマーク出版、吉田利子 訳）